# LGBT à la télévision en Allemagne
Les lesbiennes, gays, bisexuels et transgenres (LGBT) sont présents et représentés à la télévision en Allemagne dans les séries télévisées, les téléfilms, les émissions et les documentaires.

## Séries télévisées
Trois des plus célèbres soap opéras allemands diffusés en avant-soirée (entre 18 h et 20 h 15) comportaient en 2010 des couples gays : Deniz et Roman (Le Rêve de Diana), Carsten et Lenny (Au rythme de la vie), et surtout, Christian et Olli (Verbotene Liebe), dont le mariage à l'écran en septembre 2010 a fait l'objet d'une campagne publicitaire importante.
| Titre                           | Années | Années | Chaîne         | Personnages |
| Titre                           | Début  | Fin    | Chaîne         | Personnages |
| ------------------------------- | ------ | ------ | -------------- | --- |
| Lindenstraße                    | 1985   |        | ARD            | - Carsten Flöter (gay, 1986-1991, 1995-) - Theo Klages (1996-1998) - George Eschweiler (1995-2006, 2007-) - Tanja Schildknecht (bisexuelle, 1985) |
| Au rythme de la vie             | 1992   |        | RTL Television | - Paula (bisexuelle, 2002-2009) - Franzi (bisexuelle, 2005-2008) - Leonard Cöster dit Lenny (2007-2010) - Carsten Reimann (2008-2010) - Jasmin Flemming (2008-) - Anni Brehme (lesbienne, 2013-) |
| Marienhof                       | 1992   | 2001   | Das Erste      | - Andrea (1995-2005) - Lili (2003-2007) - Kati (2004-2005) - Kerstin (2007-2010) - Juliette (2009-2010) |
| Traumtänzer - Das Kulturbüro    | 1994   | 1994   |                | Majorité des personnages (gays) |
| Verbotene Liebe                 | 1995   | 2015   | Das Erste      | - Christian Mann (marié à Olivier, 2006-2013) - Oliver Sabel (bisexuel, 1999-2002, 2007-2015) - Thomas Seifert (Tom). - Dr Thomas Seifert (1999-2003) - Ulrich Prozeski (1997-2000) - Carla von Lahnstein (2003-2010) - Hanna Novak (bisexuelle, 2003-2004) - Anke Hoffman (2005) - Susanne Brandner (2005-2008) - Stella Mann (2008-2010) - Rebecca von Lahnstein (bisexuelle, 2008-2015) - Miriam Pesch (bisexuelle, 2007-2015) - Marlene Wolf (2012-2014) |
| Montagsgeschichten              | 1997   | 1998   |                | Majorité des personnages (gays) |
| Hinter Gittern                  | 1997   | 2007   | RTL Television | - Christine Walter (lesbienne) - Gerda Keller (lesbienne, 1997-2004) - Ruth Bächtle (lesbienne, 2001-2002) - Alexandra Mehring (lesbienne, 2002-2004) - Ayse Yilmaz (lesbienne, 2006) |
| Von Mann zu Mann                | 1998   | 1998   |                | Majorité des personnages (gays) |
| Berlin Bohème                   | 1999   | 2005   |                | Majorité des personnages (gays et lesbiennes) |
| Bewegte Männer                  | 2003   | 2005   | Sat.1          | - Norbert (gay) - Walter (gay) |
| Le Rêve de Diana                | 2006   |        |                | - Roman (gay, 2006-2011) - Deniz (bisexuel, 2007-) |
| Hand aufs Herz                  | 2010   | 2011   |                | Jenny Hartmann et Emma Müller (couple) |
| Deutschland 83                  | 2015   | 2015   | RTL Television | - Alexander Edel (gay) - Tobias Tischbier (gay) - Tim Avery (gay) - Rose Seithath et Lenora Rauch (lesbienne) |
| The Team                        | 2015   |        | ZDF/DR/VTM/ORF | Natascha Stark, assistante de Jackie Müller |
| Dark                            | 2017   | 2020   | Netflix        | - Agnes Nielsen (lesbienne) - Doris Tiedemann (lesbienne) |
| Dogs of Berlin                  | 2018   |        | Netflix        | - Erol Birkan |
| DRUCK                           | 2018   |        |                | - Matteo Florenzi (gay) - Hans (gay) - Mia Winter (bisexuelle) - David Schreibner (homme transgenre, pansexuel) - Fatou Jallow (lesbienne) - Kieu My (bisexuelle) - Isi Inci (bisexuel.le et non-binaire) |
| Berlin 56 - Berlin 59           | 2018   |        | ZDF            | - Wolfgang von Boost |
| How to Sell Drugs Online (Fast) | 2019   |        | Netflix        | Gerda (bisexuelle) |
| Unorthodox                      | 2020   | 2020   | Netflix        | - Leah et Nina (couple) - Salim et Mike (couple) |
| Le Noël de trop                 | 2020   |        | Netflix        | - Ingo (gay) |
| Kitz                            | 2021   |        | Netflix        | - Kosh et Hans (gays) |
| 1899                            | 2022   |        | Netflix        | - Ángel (gay) - Ramiro (gay) - Krester (gay) |

## Téléfilms
- Tu m'aimes ! (Lieb Mich!), de Maris Pfeiffer, Radio Bremen, 2000
- Affäre zu dritt, 2003.
- Der Boxer und die Friseuse, de Hermine Huntgeburth, Arte/NDR, 2004.
- Die Leibwächterin, 2005.
- Ma belle-fille est un homme (All You Need Is Love – Meine Schwiegertochter ist ein Mann) de Edzard Onneken, 2009.
- Deux Femmes amoureuses de Rainer Kaufmann, Arte, 2014.